# Piemont-Glasschnecke
Die Piemont-Glasschnecke (Phenacolimax stabilei) ist eine „Halbnacktschnecke“ aus der Familie der Glasschnecken (Vitrinidae), die zu den Landlungenschnecken (Stylommatophora) gerechnet wird. Die Tiere können sich nicht mehr ganz in das kleine Gehäuse zurückziehen.

## Merkmale
Das rechtsgewundene Gehäuse ist flach-kegelig, in der Seitenansicht ist das Gewinde nur sehr wenig erhaben. Es misst 6,5 bis 8,5 mm im Durchmesser (Breite).  Es besitzt drei rasch anwachsende Windungen. Auf der Oberseite sind die Windungen nur schwach gewölbt und bilden eine schwache Naht. Die letzte Windung nimmt rascher zu. Die Mündung ist fast waagrecht und länglich-eiförmig. Der Mündungsrand gerade und zugespitzt. Der Hautsaum ist schmal und halbmondförmig. 
Die Schale ist dünn und zerbrechlich. Es ist gelblich und durchscheinend. Das Embryonalgehäuse weist unregelmäßig angeordnete und relativ weit auseinander stehende Grübchen, die aber den Anfangsteil aussparen. Der Teleoconchs zeigt sehr feine, unregelmäßige Anwachsstreifen; die Oberfläche ist glatt und glänzend. 
Der Weichkörper ist grau, bei Jungtieren meist hellgrau. Der Mantellappen, der sich auf das Gehäuse legt, ist schwarz umrandet und kann den Gehäuseapex erreichen. Der Mantel reicht nach vorne bis an die Basis der Augenträger. Ausgestreckt erreicht das Tier eine Länge bis 17 mm.  
Im zwittrigen Geschlechtsapparat ist der Samenleiter (Vas deferens) sehr kurz. Er mündet nahe dem Atrium in den Penis. Der Penis keulenförmig und mäßig lang. Die Dicke nimmt etwa im letzten Drittel der Penislänge um etwa die Hälfte ab. Der Penisretraktormuskel setzt apikal an. Im weiblichen Trakt ist der freies Eileiter kurz und sehr dünn. Die Vagina ist mehr als doppelt so lang und stark angeschwollen. Der obere Teil der Vagina ist von einer Drüse umgeben und besteht aus dickem muskulösen Gewebe. Dieser verengt sich nach unten zu einer kleinen Öffnung, der sich nach unten in eine Vaginalpapille fortsetzt und in den angeschwollenen unteren Vaginalbereich öffnet. Die Papille der Vagina ist sehr stumpf und erstreckt sich kaum in den unteren Teil der Vagina hinein. Der obere Teil der Vagina ist von Drüsengewebe umgeben.

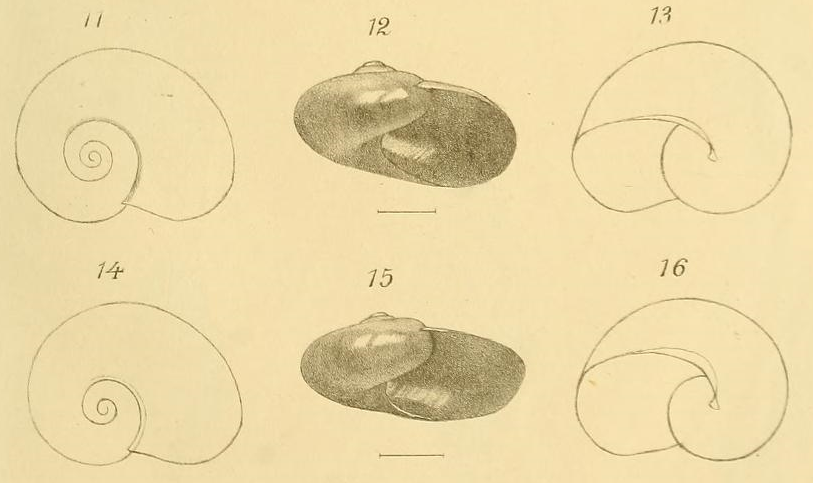
Phenacolimax major (A. Férussac, 1807) (obere drei Abbildungen) und Phenacolimax stabilei (Lessona, 1880) (untere drei Abbildungen) im Vergleich (nach Pollonera, 1889: Taf. 2, Fig. 11–16)

## Ähnliche Arten
Das Gehäuse der Piemont-Glasschnecke ist stärker abgeflacht als das der Großen Glasschnecke (Phenacolimax major). Sie hat auch ungefähr eine drittel bis halbe Windung weniger bei gleicher Größe, wird insgesamt auch etwas größer. Die Endwindung ist weiter und fällt langsamer ab als bei der Großen Glasschnecke. Bei letzterer Art sind die Grübchen auf dem Embryonalgehäuse dichter, in Spirallinien angeordnet und bedecken auch den Anfangsteil. Die Vaginalpapille ist stumpf und erstreckt sich kaum in den unteren Teil der Vagina; bei der Großen Glasschnecke ist die Vaginalpapille größer, zugespitzt und erstreckt sich in den unteren Teil der Vagina hinein.

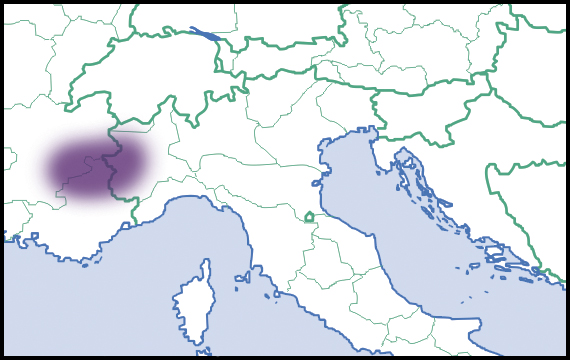
Verbreitung der Art (nach Welter-Schultes, 2012)

## Geographische Verbreitung und Lebensraum
Die Art ist auf ein kleines Gebiet in den französischen und italienischen Westalpen (Cottische Alpen, Alpes-Maritimes) beschränkt. Sie kommt dort in Höhenlagen von 2000 bis 2800 m vor. In den Alpes-Maritimes (oberer Teil der Gorge de Cians) wurde sie auch schon auf 1800 m über Meereshöhe gefunden.
Nach Fechter und Falkner soll Phenacolimax stabilei in feuchten Bergwäldern vorkommen, was jedoch mit den bisher publizierten Fundorten nicht übereinstimmt. Sie liegen meist oberhalb der Baumgrenze. Eugène Caziot fand die Art an einer Quelle eines Baches (zum Cians) (auf 1800 m) unter bemoosten Steinen bei konstanter Feuchtigkeit.

## Taxonomie
Das Taxon wurde 1880 von Mario Lessona als Vitrina (Phenacolimax) major var. Stabilei aufgestellt. Es ist heute allgemein anerkannt und wird in die Gattung Phenacolimax Stabile, 1859 gestellt.

## Gefährdung
Nach der IUCN liegen nicht genügend Daten vor (Data deficient), um die Gefährdungssituation genauer einschätzen zu können.